# Coelotes bifurcatus
Coelotes bifurcatus är en spindelart som beskrevs av Okumura och Ono 2006. Coelotes bifurcatus ingår i släktet Coelotes och familjen mörkerspindlar. Inga underarter finns listade i Catalogue of Life.